# Granarolo dell'Emilia
Granarolo dell'Emilia (Granarôl in dialetto bolognese) è un comune italiano di 13 084 abitanti della città metropolitana di Bologna in Emilia-Romagna.
È sede amministrativa dell'Unione Terre di pianura.

## Storia
Le tracce più antiche di popolamento del comune risalgono al periodo villanoviano, come è stato testimoniato dalle sepolture rinvenute nelle frazioni di Viadagola e Quarto Inferiore (VI secolo a.C.). Ritrovamenti etruschi, celtici e romani, nel territorio comunale o nelle immediate vicinanze dimostrano la frequentazione della zona per tutta l'antichità, probabilmente come via di passaggio per il ferrarese. I segni indelebili della centuriazione romana sono tutt'oggi la più palese testimonianza della natura agricola del territorio, spesso impiegato come un vero e proprio "granaio" per la città di Bologna anche durante il periodo medievale e moderno.
Il comune di Granarolo dell'Emilia nacque poco prima dell'Unità d'Italia col nome di comune di Viadagola: la sede comunale era presso la settecentesca villa Boncompagni Dal Ferro, sita in via Viadagola. Il primo sindaco del Comune di Viadagola fu Lodovico Gherardi, rimasto in carica dal 23 marzo 1860 al 1863, anno in cui gli succedette Francesco Nannetti che governò fino al 1865.
Dal 1º novembre 1860 il Comune, che fino a quel momento era stato un municipio senza una sede fissa, trovò la sua sistemazione presso abitazioni private nella poco distante Granarolo.
L'attuale sede del Comune risale però al 1871, quando acquistato uno stabile, per far fronte alle esigenze dell'amministrazione. Questa scelta portò nel 1875 a chiedere il cambiamento della denominazione: in seguito all'autorizzazione Regia dell'11 ottobre 1875, a partire dal 1876 il Comune assunse la nuova denominazione di Granarolo dell'Emilia.
Granarolo era la frazione emergente per popolazione e per aggregati di case, in quanto il baricentro della vita produttiva si stava spostando sulla via San Donato, grazie soprattutto alla funzionalità della tranvia Bologna-Malalbergo, dismessa nel secondo dopoguerra.

### Simboli
Lo stemma di Granarolo dell'Emilia è stato concesso con regio decreto del 21 luglio 1884.
Il covone nello stemma si collega per assonanza al "grano” del toponimo.
Il gonfalone, concesso con decreto del presidente della Repubblica del 29 maggio 1995, è un drappo di giallo con la bordatura di rosso.

## Monumenti e luoghi d'interesse

### Architetture religiose

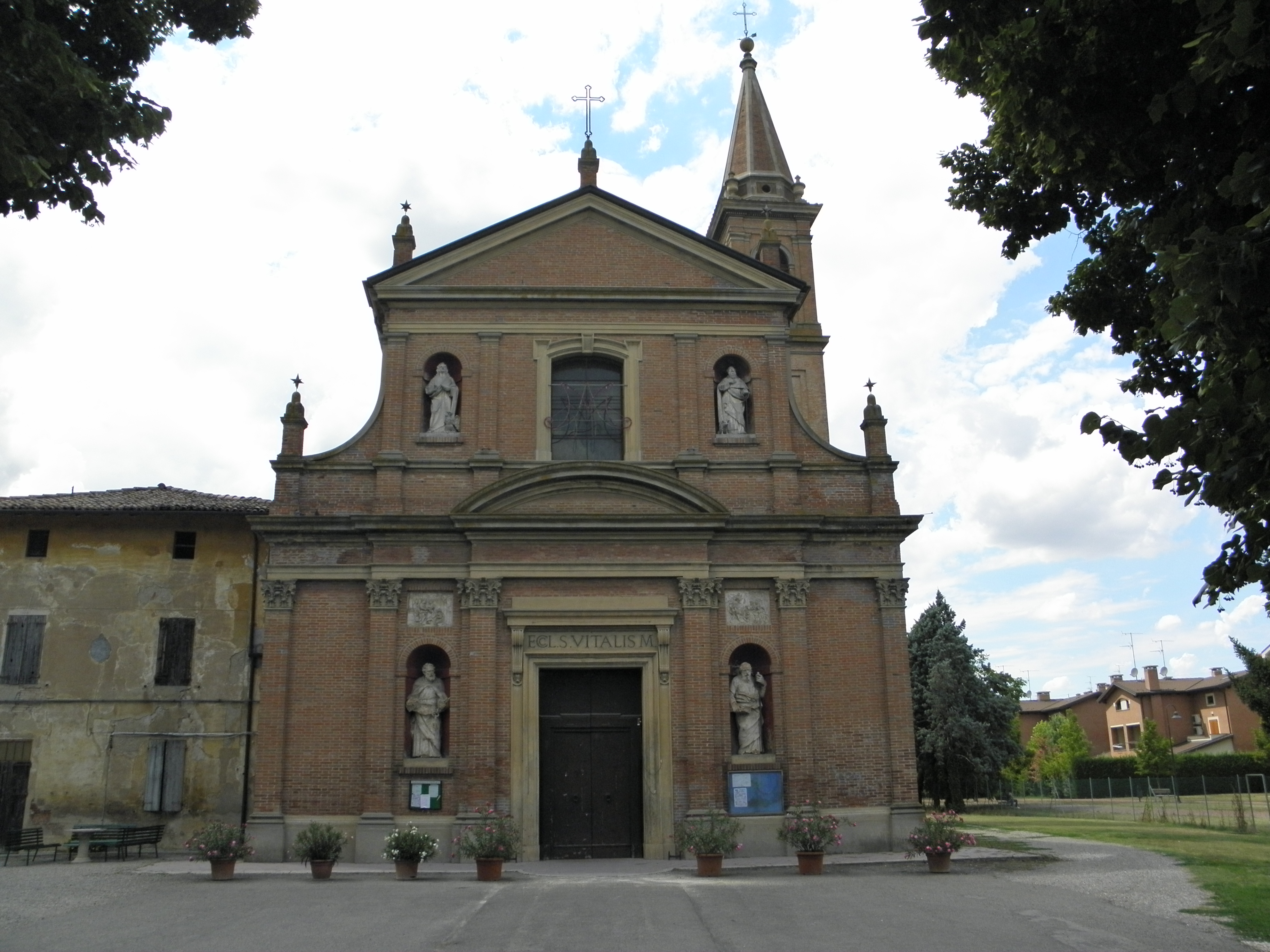
La chiesa parrocchiale di San Vitale.

Ogni frazione del comune possiede una chiesa parrocchiale: gli attuali edifici, cinque in tutto, sono databili tra il XVII ed il XIX secolo. Essi sono:
- Chiesa di San Vitale, nel capoluogo: sorta su un edificio presente sin dal XII secolo dipendente dall'Abbazia di Pomposa, nel XVII secolo fu ricostruita per volontà del parroco Torri. L'attuale edificio risale al 1682 e conserva al suo interno alcuni dipinti della scuola bolognese, in particolare del Guercino e di Anna Sirani;
- Chiesa dei Santi Vittore e Giorgio, a Viadagola, l'unica priva di campanile funzionante.
- Chiesa di Sant'Andrea, a Cadriano;
- Chiesa di San Mamante, a Lovoleto: notevole per stile e affreschi.
- Chiesa di San Michele Arcangelo, a Quarto Inferiore, con affreschi di Denijs Calvaert e della sua scuola;

Oltre alle chiese, il territorio è caratterizzato per i tipici oratori di campagna. I più importanti sono nel capoluogo, a Lovoleto e a Viadagola.

### Architetture civili
Oltre alla residenza di campagna del grande esploratore ravennate Pellegrino Matteucci (1850-1881) a Granarolo, sul territorio vi sono numerose ville settecentesche di notevole interesse architettonico, tra cui:
- villa Boncompagni Dal Ferro, ora villa Evangelisti, in via Viadagola: questa villa nell'Ottocento era la sede municipale del comune di Viadagola;
- villa Mignani Boselli, anticamente villa Giovannini, che fu di proprietà nell'Ottocento dello statista bolognese Marco Minghetti, in località Cadriano: ristrutturata negli anni Ottanta, è attualmente sede di un ristorante;
- villa Bassi detta villa del Marchesino, nel centro di Granarolo;
- villa Amelia, ora villa Sapori, in località Fibbia: è nota per la "conserva", un'antica struttura di refrigerazione per prodotti alimentari;
- villa Mareschi, ora Villani Emma, in località Lovoleto, caratterizzata da un doppio viale di querce secolari, lungo circa 1 km, che decora la via che porta alla villa;
- villa Lagorio a Lovoleto;
- villa Montanari a Quarto Inferiore: recentemente ristrutturata, ora è sede di un istituto bancario.

### Edifici scolastici
A Granarolo in via Roma è presente il complesso scolastico che comprende le scuole elementari "Anna Frank" e le scuole medie "Pellegrino Matteucci".
Precedentemente alla costruzione di questi edifici (costruiti espropriando un suolo un tempo di proprietà parrocchiale), gli edifici scolastici erano cinque dislocati rispettivamente nelle cinque frazioni. Tutti gli ex edifici scolastici sono in utilizzo e sede di attività, fatta eccezione per l'ex-scuola elementare della frazione di Granarolo capoluogo che è, ad ora, inutilizzata (nonostante siano stati fatti progetti per trasformarlo in un centro di formazione post-diploma).

### Impianti sportivi
In via Roma a Granarolo è presente il palazzetto dello sport (sede di diverse attività sportive come pallacanestro, pattinaggio artistico, pallavolo e jujitsu). A Viadagola, sempre sulla via Roma, si trovano il circolo tennis e l'impianto comunale comprendente i campi sede della società sportiva Granamica e la piscina comunale.

### Altro
- Colonna commemorativa del pellegrinaggio alla basilica di San Luca di Bologna sita all'ingresso della via che conduce alla chiesa parrocchiale di San Vitale.

## Società

### Evoluzione demografica
Abitanti censiti

### Etnie e minoranze straniere
Al 31 dicembre 2023 la popolazione straniera era di 1.042 persone, pari al 7,79% della popolazione.

## Economia
Il comune ha subito i maggiori cambiamenti in particolare negli ultimi decenni, con l'intenso sviluppo economico del suo territorio: oggigiorno il comune ospita, soprattutto a Cadriano e Quarto Inferiore e in misura minore a Granarolo stessa, un rilevante numero di piccole e medie aziende artigianali e industriali, che occupano oltre seimila addetti nei settori metalmeccanico, abbigliamento come Elisabetta Franchi, giocattoli, trattamento delle acque e prodotti per l'agricoltura.
Queste aziende sono all'avanguardia per l'utilizzo di nuove tecnologie e intrattengono rapporti commerciali sul mercato nazionale, europeo ed extraeuropeo e fanno di Granarolo dell'Emilia uno dei comuni più sviluppati della città metropolitana di Bologna. Dal 2014 vi si è trasferita anche l'azienda Gruppo E. Gaspari: tipografia proveniente da Morciano di Romagna in provincia di Rimini.
Vi svolgono le loro attività oltre 1 000 aziende, artigianali e medio-industriali. Le maestranze che lavorano presso tali aziende superano le 6 000 unità e quindi, durante i giorni lavorativi, la domanda di servizi è determinata da un numero di persone superiore a quello della popolazione residente, pur considerando le persone che si spostano fuori dal territorio comunale.
Per quanto concerne l'agricoltura, va evidenziato il fatto che il territorio è attraversato da numerosi fossati di bonifica che lo rendono tutto irriguo e che le numerose coltivazioni producano in notevole quantità e qualità (in particolare primizie orticole).
Per quanto riguarda l'artigianato, il comune è rinomato soprattutto per la lavorazione del ferro battuto.
Dato il notevole giro d'affari che si sviluppa quotidianamente, sul territorio comunale operano ben nove istituti bancari. La potenzialità economica è costantemente in ascesa e risente solo marginalmente della congiuntura negativa a livello nazionale o mondiale.

## Infrastrutture e trasporti
Il servizio di trasporto pubblico di Granarolo dell'Emilia è assicurato dalle autocorse suburbane e interurbane svolte dalla società TPER.
Fra il 1891 e il 1957 Granarolo ospitò una stazione della citata tranvia Bologna-Malalbergo, intensamente utilizzata sia per il traffico pendolare fra la campagna e gli opifici bolognesi che per il trasporto delle barbabietole da zucchero, allora fra i principali prodotti agricoli della zona.
Oggi il comune è servito principalmente dagli autobus delle linee Tper 88 e 93, dall'autobus 353, dalle linee scolastiche 231 e 444 e dal Prontobus 437 (su prenotazione telefonica).

## Amministrazione
| Sindaci eletti direttamente dai cittadini (dal 1995) | Sindaci eletti direttamente dai cittadini (dal 1995) | Sindaci eletti direttamente dai cittadini (dal 1995) | Sindaci eletti direttamente dai cittadini (dal 1995) | Sindaci eletti direttamente dai cittadini (dal 1995) | Sindaci eletti direttamente dai cittadini (dal 1995) | Sindaci eletti direttamente dai cittadini (dal 1995) | Sindaci eletti direttamente dai cittadini (dal 1995) |
| ---------------------------------------------------- | ---------------------------------------------------- | ---------------------------------------------------- | ---------------------------------------------------- | ---------------------------------------------------- | ---------------------------------------------------- | ---------------------------------------------------- | ---------------------------------------------------- |
| Alessandro Ricci                                     |                                                      | Partito Democratico della Sinistra                   |                                                      | centro-sinistra                                      | 24 aprile 1995                                       | 14 giugno 1999                                       | Elezioni 1995                                        |
| Alessandro Ricci                                     |                                                      | Democratici di Sinistra                              |                                                      | centro-sinistra                                      | 14 giugno 1999                                       | 14 giugno 2004                                       | Elezioni 1999                                        |
| Loretta Lambertini                                   |                                                      | Democratici di Sinistra                              |                                                      | centro-sinistra                                      | 14 giugno 2004                                       | 8 giugno 2009                                        | Elezioni 2004                                        |
| Loretta Lambertini                                   |                                                      | Partito Democratico                                  |                                                      | PD-FdV-PRC-PdCI-SD-IdV-PSI                           | 8 giugno 2009                                        | 26 maggio 2014                                       | Elezioni 2009                                        |
| Daniela Lo Conte                                     |                                                      | Partito Democratico                                  |                                                      | PD-SEL-IdV-PdCI                                      | 26 maggio 2014                                       | 27 maggio 2019                                       | Elezioni 2014                                        |
| Alessandro Ricci                                     |                                                      | Lista civica                                         |                                                      | Lista civica "Insieme per Granarolo"                 | 27 maggio 2019                                       | 10 giugno 2024                                       | Elezioni 2019                                        |
| Alessandro Ricci                                     |                                                      | Lista civica                                         | Lista civica "Uniti per Granarolo"                   | 10 giugno 2024                                       | in carica                                            | Elezioni 2024                                        |                                                      |

### Gemellaggi
- Bagnères-de-Bigorre

### Altre informazioni amministrative
- Classificazione climatica: zona E, 2162 GR/G